# Consortium européen des universités innovantes
Le Consortium européen des universités innovantes (ECIU) s'est formé en 1997, à partir d'un noyau d'institutions désireuses de développer une culture de l'innovation et de jouer un rôle de catalyseur dans l'industrie et la société. Le consortium a été sélectionné par la Commission Européenne dans le cadre de l'initiative « Universités Européennes » du programme Erasmus+.
Les universités de l'ECIU ont en commun de mettre l'accent sur les études d'ingénierie et de sciences sociales, et d'entretenir des liens étroits avec les industries situées à proximité. Elles visent aussi à développer de nouveaux modes d'enseignement, de formation et de recherche ainsi que de gestion.

## Mission
Le Consortium a pour mission de :
- contribuer au développement d'une économie européenne basée sur le savoir;
- améliorer le profil des institutions membres en matière de collaboration internationale, enseignement et apprentissage, développement régional, transfert de technologie, développement du personnel et des étudiants;
- développer des partenariats éducatifs en s'appuyant sur la recherche et les atouts des institutions membres;
- devenir un agent de changement en proposant un modèle de bonne pratique et en influençant les débats et les orientations que devrait prendre l'éducation universitaire en Europe[1].

## Universités membres
En 2020, le consortium ECIU compte 11 membres, plus un partenaire associé. 
- Université d'Aalborg, Danemark
- Université de la ville de Dublin, Irlande
- Université de technologie de Hambourg, Allemagne
- Université de technologie de Kaunas, Lithuanie
- Université de Linköping, Suède
- Université de Tampere, Finlande
- Université autonome de Barcelone, Espagne
- Université d'Aveiro, Portugal
- Université de Stavanger, Norvège
- Université de Trente, Italie
- Université de Twente, Pays-Bas
- Groupe INSA, France

Universités partenaires associées
- Institut de technologie et d'études supérieures de Monterrey, Mexique

## Organisation et activités
Le conseil d'administration, formé du recteur ou du vice-recteur et d'un coordonnateur local de chacune des institutions membres, se réunit deux fois par an. Le coordonnateur local est la personne-contact pour toute information sur les activités, les projets et les séminaires, avec mandat d'informer son université sur les activités de l'ECIU.
Les activités du consortium portent notamment sur :
- Mobilité des étudiants.
- Développement des ressources humaines.
- Politiques de l'Union européenne.

Des groupes de travail peuvent être formés avec du personnel des institutions membres.